# DMT-Gesellschaft für Lehre und Bildung
Die DMT-Gesellschaft für Lehre und Bildung mbH (DMT-LB) mit Sitz in Bochum ist eine Gemeinschaftsorganisation des deutschen Steinkohlenbergbaus und fungiert als Trägergesellschaft für das Deutsche Bergbau-Museum sowie für die Technische Hochschule Georg Agricola. Sie wurde 1864 als Westfälische Berggewerkschaftskasse (WBK) gegründet und mit dem Steinkohlen-Bergbau-Verein (Stbv) und der Bergbau Forschung GmbH unter dem Dach des DeutschenMontanTechnologie e. V. (DMT) 1990 zusammengeführt.

## Geschichte
Die Westfälische Berggewerkschaftskasse (WBK) entstand 1864 im Zuge einer Reform des preußischen Bergrechts. Seit dem 18. Jahrhundert waren in den verschiedenen preußischen Gebieten (darunter auch in der Grafschaft Mark und den seit 1803 zu Preußen gehörenden Reichsstiften Essen und Werden) sogenannte Bergamts- und „Bergbau-Hilfskassen“ gebildet worden. Diese speisten sich aus Pflichtbeiträgen der privaten Bergbauunternehmen (Gewerke) und dienten der Finanzierung sowohl der staatlichen Bergämter als auch bestimmter bergbaubezogener Gemeinschaftsaufgaben wie z. B. Straßenbau, geologische Messungen oder die Ausbildung von Bergbeamten und Steigern.
In der neuen WBK wurden mehrere dieser Vorläuferkassen zusammengefasst. Sie übernahm die Trägerschaft der 1816 gegründeten Bergschule Bochum (der heutigen THGA), später kamen weitere Bergschulen in Bergkamen, Duisburg, Essen und Recklinghausen hinzu. Auch im Bereich der anwendungsorientierten Forschung war die WBK tätig, u. a. in der 1854 errichteten Erdmagnetischen Warte Bochum (später nach Vossnacken verlegt). Sie beteiligte sich finanziell am Bau des Bochumer Krankenhauses Bergmannsheil sowie am Ausbau der Schifffahrtskanäle, die das Ruhrgebiet unter anderem mit der Nordsee verbinden (westdeutsches Kanalnetz). In den folgenden Jahrzehnten kamen zahlreiche Labore, eine Versuchsstrecke für Schlagwetterexperimente in Dortmund und diverse Prüfstellen für die Qualität von Förderseilen und Grubenlampen hinzu. Dabei übernahm die WBK zunehmend auch öffentliche Gutachter- und Prüfaufgaben im Bereich Grubensicherheit und Arbeitsschutz. Aus den wissenschaftlichen Sammlungen der WBK ging 1930 das Deutsche Bergbau-Museum in Bochum hervor.
Im Wiederaufbauboom nach dem Zweiten Weltkrieg erlebte der deutsche Steinkohlenbergbau noch einmal einen kurzen Aufschwung, bevor Ende der 1950er Jahre die Kohlekrise einsetzte und zu massiven Absatzeinbußen und Zechenschließungen führte. 1968 wurde die Ruhrkohle AG als Auffanggesellschaft für die kriselnden Bergbauunternehmen gegründet. Etwa zur gleichen Zeit setzten Überlegungen ein, auch die zahlreichen technisch-wissenschaftlichen Gemeinschaftseinrichtungen der Bergbaubranche zusammenzuführen. Nach langen Verhandlungen wurde schließlich zum 1. Januar 1990 der Verein Deutsche Montan Technologie für Rohstoff, Energie, Umwelt e. V. (DMT) gegründet, in dem neben der WBK auch der Steinkohlen-Bergbau-Verein (Stbv), die Bergbau-Forschung GmbH in Essen und die Versuchsgrubengesellschaft mbH auf dem Gelände der ehemaligen Zeche Tremonia in Dortmund aufgingen. Unter dem Dach dieses Vereins, dem damals sämtliche deutsche Bergbauunternehmen angehörten, wurden wiederum zwei operative Gesellschaften gegründet:
- die DMT-Gesellschaft für Forschung und Prüfung mbH (DMT-FP), die nach mehreren Umstrukturierungen 2007 in die TÜV Nord-Gruppe integriert wurde und seither als DMT GmbH & Co. KG firmiert.
- die DMT-Gesellschaft für Lehre und Bildung mbH (DMT-LB). Diese umfasste neben dem DBM und der THGA bis Ende 2000 auch noch vier Berufskollegs, die jedoch ebenso wie die Aktivitäten im Bereich Umschulung und Qualifizierung durch Umstrukturierung oder Betriebsübergang auf RAG-Unternehmen (RAG-Bildung Berufskolleg GmbH) übertragen wurden, die heute ebenfalls zur TÜV Nord-Gruppe gehören.[8]

## Organisation
Alleingesellschafter der DMT-LB ist der Deutsche Montan Technologie e. V. (DMT), der von der RAG-Stiftung sowie der RAG AG und ihren Tochterunternehmen getragen wird.
Die DMT-LB beschäftigt rund 300 Mitarbeiter, darunter 40 Professoren der THGA. 2017 betrug der Umsatz der Gesellschaft 36,1 Millionen €, wovon rund 53 % auf institutionelle Zuschüsse entfielen.